# Sammetshoppspindel
Sammetshoppspindel (Heliophanus dampfi) är en spindelart som beskrevs av Ehrenfried Schenkel 1923. 
Sammetshoppspindel ingår i släktet Heliophanus och familjen hoppspindlar. Arten är reproducerande i Sverige. Inga underarter finns listade i Catalogue of Life.